# فيصل سعيد فارع المذحجي
فيصل سعيد فارع (1950-) اقتصادي ومثقف يمني معروف ساهم في الحياة العامة اليمنية بشكل نوعي، وعلاوة على نشاطه الاقتصادي لعب أدواراً مهمة في الحياة الثقافية اليمنية.
أدار عدد من الشركات والمصانع في اليمن منذ لحظة تأسيسها لتصبح رائده على المستوى الوطني مثل الشركة التضأمنية لصناعة المشروبات الغازية (كندا دراي صنعاء)، وشركة درهم للصناعة (سينالكو). ساهم في تأسيس جمعية الاقتصاديين اليمنيين بعد الوحدة اليمنية، وكان عضو في العديد من مجالس إدارة الشركات المختلطة مثل الشركة اليمنية للسينما، والشركة اليمنية الكويتية للتنمية العقارية، والشركة اليمنية للطباعة والنشر. له عدد من الدراسات والبحوث الاقتصادية وحاضر في العديد من الفعاليات الثقافية والوطنية في مواضيع مختلفة. وهو حالياً أمين عام أهم جائزة وطنية تشجع البحث العلمي في اليمن، جائزة الحاج هائل سعيد انعم للعلوم والآداب، ويدير أحد أكبر المؤسسات الثقافية في الجمهورية اليمنية، مؤسسة السعيد للعلوم والثقافة .

## ولادته وأسرته
ولد فيصل سعيد فارع في 30 من مارس 1950م، في قرية الدمنة التابعة لعزلة المذاحج، قضاء الحجرية، محافظة تعز. وهو ينتمي إلى أسرة معروفة في العمل التجاري. كان والده سعيد فارع تاجراً معروفاً وتوفي بشكل مبكر وهو لم يبلغ سوى العامين من عمره. تربى بعد ذلك في كنف والدته وعمه جميل فارع إلى حين وفاة الأخير، ليقوم بعدها شقيقه الأكبر درهم سعيد فارع برعايته.

## تعليمه
درس في كتاتيب القرية في البداية قبل أن ينتقل إلى العيش في مدينة تعز ويدرس هناك في المدرسة الاحمدية قبل قيام الثورة. انتقل لاحقاً إلى صنعاء فالحديدة والتي انهى فيها دراسته الثانوية. حصل على منحه من دولة الكويت فالتحق بكلية الاقتصاد والعلوم السياسية ليتخرج منها في العام 1974 حاملاً شهادة البكالريوس. في العام 1977 ذهب إلى المملكة المتحدة ليحصل هناك على دبلوم عالي في اللغة الإنجليزية من LTC,LONDON، ولينهي أيضاً في الفترة ما بين 1977 و 1978 دبلوم دراسات عليا في التنمية الاقتصادية من جامعة مانشستر.

فارع أثناء دراسة البكالوريوس في الكويت خلال عقد السبعينيات من القرن العشرين.

## وظائفه وسيرته المهنية
بعد تخرجه من جامعة الكويت عام 1974 عاد للعمل في اليمن الشمالي حينها، حيث التحق في القطاع الحكومي وتولى فور عودته موقع رئيس قسم المساعدات في وزارة الاقتصاد،  وفي نفس العام تولى موقع مدير إدارة القروض في الوزارة حتى عام 1975،  ليترقى بعدها ويصبح مدير عام الدراسات والتخطيط، وقبل أن يكمل العام أصبح مدير عام للعلاقات الخارجية في وزارة الاقتصاد حتى العام 1976 وخلالها كان يشغل عضوية مجلس إدارة الشركة اليمنية للطباعة والنشر إضافة إلى عضوية المجلس الوطني للسياحة. بعد انهاء الدراسات العليا في بريطانيا وعودته في منتصف 1978 عين عضوا في مجلس إدارة الشركة اليمنية الكويتية للتنمية العقارية, التي تولى فيها أيضا منصب مدير دارة الاستثمار حتى 1979، وخلال ذات الفترة كان عضوا وامين سر لمجلس إدارة الشركة اليمنية للسينما وإثر ذلك انتقل إلى القطاع الخاص ليتولى منصب المدير العام للشركة التضأمنية لصناعة المشروبات الغازية في الحديدة غرب اليمن حتى العام 1981 حيث تولى إدارة شركة درهم للصناعة حتى العام 1983،  لينتقل بعدها إلى إدارة الشركة الوطنية لصناعة المشروبات الغازية في صنعاء حتى العام 1987.
عاد عقب ذلك للالتحاق بالعمل الحكومي، وعين في الفترة ما بين 1988 و 1989 مديراً عاماً لمكتب الخبراء والباحثين في رئاسة الوزراء،  ثم انتقل بعدها إلى وزارة التموين والتجارة مديراً عاماً للإحصاء والتخطيط والمتابعة حتى عام 1990 كما مثل اليمن في مجلس إدارة الشركة العربية للتعدين إحدى شركات العمل العربي المشترك. وخلال هذه الفترة كان سكرتيرا للجنه الاقتصادية والمالية لشطري اليمن عن الشمال ورئيسا للجنة دمج الهياكل الاقتصادية بها. بعد قيام الجمهورية اليمنية عام 1990 انتقل إلى وزارة الصناعة حيث كان قائما بأعمال وكيل الوزارة لعدة مرات حتى العام 1995،  وفي ذات الفترة كان مدير عام الإنتاج والكفاية الإنتاجية، ومديراً عاماً للدراسات والبحوث، ومديراً عاماً للعلاقات الدولية والعامة.
في العام 1995 انتقل للعيش في مدينة تعز حيث تولى إدارة القطاع الصناعي في مجموعة شركات الغنامي حتى العام 1996،  ليعمل بعدها مستشاراً مالي واقتصادي ومفوض محكم حتى العام 1997، ومن ثم التحق بالعمل في مجموعات شركات هائل سعيد انعم ليعين فيها مديراً عام لمؤسسة السعيد والعلوم والثقافة حتى الآن.

## نشاطه وعضويته المدنية
شارك الأستاذ فيصل سعيد فارع في تأسيس وعضوية مجالس إدارة عدد من الشركات والمؤسسات والمنظمات ومنها التالي:عضو مؤسس، ونائب رئس تجمع الأكاديميين اليمنيين للتغيير2011 م، عضو الجمعية العربية للبحوث الاقتصادية منذ 1995 م، عضو المنظمة العربية للتنمية الإدارية منذ 1996 م، أمين عام جائزة الحاج هئل سعيد أنعم للعلوم والآداب منذ 1997 م، الرئيس التنفيذي لمنتدى السعيد الثقافي منذ 1998 م، عضو جمعية الهلال الأحمراليمني منذ 1998 م، عضو اتحاد الأدباء والكتاب اليمنيين منذ 1999 م، الرئيس الفخري لجمعية أبناء المذاحج التنموية والخيرية منذ 2000 م، عضو المجلس الأعلى للبحث العلمي منذ 2002 م، الرئيس الفخري لجمعية أبناء الربيصة الاجتماعية الخيرية منذ عام 2002 م، نائب رئيس لجنة إدارة صندوق السعيد لدعم البحث العلمي منذ 2003 م، الرئيس التنفيذي لمعرض تعز الدولي للكتاب وتقنية المعلومات منذ العام 2003 م، عضو الهيئة الاستشارية في المركز اليمني لدراسات حقوق الإنسان منذ عام 2003 م، عضو مجلس أمناء جائزة جامعة عدن للبحث العلمي العام 2006 م، عضو مشارك في إعداد الموسوعة اليمنية، الطبعة الثانية، مؤسسة العفيف الثقافية عام 2003 م، عضو اللجنة الفنية في اللجنة الوطنية لإعلان صنعاء عاصمة الثقافة العربية في الفترة ما بين 2003 و 2004 م، عضو منتدى الخيصة الثقافي والاجتماعي، المكلا. عضو اللجنة التحضيرية لإنشاء كلية الطب والعلوم الصحية، جامعة تعز بين عامي 1997 _1998 م، رئيس مشارك لسكرتارية اللجنة الاقتصادية والمالية المشتركة لشطري اليمن، والرئيس المشارك للجنة دمج وزارتي التموين والتجارة والصناعة والمؤسسات العامة والمختلطة التابعة لهما، وعضو لجنة التشريعات المالية والمصرفية المنبثقة عن اللجنة الاقتصادية والمالية المشتركة لشطري اليمن في الفترة ما بين 1989 _1990 م، عضو مجلس إدارة الشركة اليمنية الكويتية للتنمية العقارية1976_1978 م، وأمين سر وعضو مجلس إدارة الشركة اليمنية للسينما في الفترة بين 1977_ 1978 م، ممثل اليمن في مجلس إدارة الشركة العربية للتعدين (إحدى مؤسسات العمل العربي المشترك)1988_1989 م، عضو مجلس إدارة المؤسسة العامة لصناعة وتسويق الاسمنت للفترة1989_1994 م. عضو اللجنة العليا للإشراف على انتخابات اتحاد الغرف التجارية ورئيس لجنة انتخابات غرفة تجارة إب عام 1988 م، عضو ومقرر لجنة إعداد مشروع قانون تشجيع وتنظيم الاستثمار1976 م، عضو مجلس إدارة الشركة اليمنية للطباعة والنشر 1975_1976 م، عضو في المجلس الوطني للسياحة 1975 _1976. عضو مشارك في اجتماعات عدة لمركز التنمية الصناعية للدول العربية (ايدكاش)، عضو مشارك في اجتماعات عدة لمنظمة الأمم المتحدة للتنمية الصناعية (يونيدو)، عضو مشارك في اجتماعات عدة للمجلس الاقتصادي والاجتماعي بجامعة الدول العربية، عضو مشارك في اجتماعات عدة لصندوق النقد العربي، عضو مشارك في اجتماعات عدة لصندوق النقد الدولي، عضو مشارك في اجتماعات عدة للمنظمة العربية لضمان الاستثمار، عضو مشارك في اجتماعات لجنة الأمم المتحدة الاقتصادية والاجتماعية لغرب آسيا (الإسكوا)، عضو مجلس شرف للمنتدى الإقليمي للإعلام، عضو مجلس أمناء المنتدى الإقليمي للإعلام، ونائب رئيس اللجنة التنفيذية لتسيير الحوار المحلي بمحافظة تعز 2012م، وعضو الهيئة الاستشارية لجمعية استشاريون من أجل التنمية 2012م، عضو جمعية الصداقة اليمنية الألمانية 2013م، وعضو مؤتمر الحوار الوطني 2013م. عضو الهيئة الاستشارية لمؤسسة أمجد الثقافية والحقوقية 2019م.

## الشهادات والدروع التي حصل عليها
حصل فيصل سعيد فارع على عدد من دروع وشهادات التقدير على إنجازه وأدواره ومساهمته العامة، منها: شهادة تقدير من كلية التجارة والاقتصاد والعلوم السياسية، جامعة الكويت عام 1973. وشهادة تقدير من اللجنة العليا للاستفتاء على دستور الجمهورية اليمنية عام 1991. شهادة شكر وتقدير من جامعة تعز للجهود المبذولة في إنشاء كلية الطب والعلوم الصحية عام 1999. شهادة شكر وتقدير من جمعية مكافحة السرطان اليمنية عام 2001. درع الجمعية الطبية الخيرية في تعز. شهادة تكريم من المدارس التركية الدولية في تعز عام 2008. قلادة ووسام بيت الشعر اليمني عام 2008. شهادة تقدير من مجلس جامعة عدن، ومجلس أمناء جائزة جامعة عدن للبحث العلمي عام 2008. درع تكريمي من المنتدى الثقافي لجامعة عدن عام 2009. درع تكريمي من اتحاد الأدباء والكتاب اليمنيين فرع عدن عام 2009. درع تكريمي من منتدى أبو علي مصطفي عام 2009. درع تقديري من نادى تعز السياحي، ومهرجان صيف تعز السادس عام 2009. الدرع التكريمي لمؤسسة عبد الحميد شومان، المملكة الأردنية الهاشمية عام 2009. شهادة تقديرية من جمعية تنمية الثقافة والأدب في عدن عام 2009. شهادة تقديرية من منتدى باهيصمي الثقافي الفني في عدن عام 2009.شهادة تقدير من سفارة الجمهورية اليمنية بجمهورية مصر العربية عام 2009. شهادة تكريمية/تقديرية من منتدى عدن الأهلي الاجتماعي، مايو 2010. شهادة تقديرية من منتدى باهيصمي الثقافي الفني، مايو 2010. شهادة شكر وتقدير من الرئيس الأسبق علي عبد الله صالح في 20 مايو 2010 م. شهادة ودرع التكريم من الهيئة التنفذية للاتحاد العام لشباب اليمن 20 مايو 2010 م.في أكتوبر 2010 حصل على درع مكتبة زبيدالعامة. وفي مايو 2011 مُنِح شهادة تقديرية من (Scholastic International) دار النشر العالمية سكولاستيك. في يناير 2012 تم تكريم فارع بشهادات تقديرية من قبل عدد من المنظمات الإبداعية والثقافية الفاعلة في مدينة عدن وأبرزها جمعية تنمية الثقافة والأدب CLDA ومنتدى بن شامخ الثقافي ومنتدى باهيصمي ومنتدى اليابلي الثقافي بالإضافة إلى مركز العزاني للتراث الفني والتوثيق. وفي مارس 2012 مُنِح شهادة تقدير وعرفان من مكتبة زبيد الثقافية تقديراً للجهود التي يبذلها وإسهامه الفاعل في المشهد الثقافي اليمني. وفي يونيو 2012 مُنِح فارع شهادة تكريم وتقدير من نادي السلام الثقافي الاجتماعي بمدينة زبيد. وقد مُنِح مؤخراً شهادات شكر وتقدير من كل من مؤسسة أفد التنموية والأكاديمية العربية لعلوم التدريب. وفي سبتمبر 2013 م مُنِح درعاً تكريمياً من الملحقية الثقافية للمملكة العربية السعودية بصنعاء،. وفي مارس 2014م، كُرم من المنظمة الوطنية لمناهضة العنف والإرهاب بدرع الريادة الوطنية لعام 2013م. وفي مايو 2014م، مُنِح درع السعيد التكريمي بقرار من مجلس أمناء مؤسسة السعيد للعلوم والثقافة نظير مساعيه الحثيثة في إستنهاض الفعل الثقافي اليمني عامة وفي تعزيز أدوار وحضور مؤسسة ومكتبة السعيد العامة خاصة. و في يوليو 2018م، كُرم من نادي القصة اليمنية «إلمقة» في احتفالية أقيمت في صنعاء ومُنح درع النادي تقديراً لإسهامه الكبير في دعم وتنمية الثقافة والمثقف اليمني. و في فبراير 2020م، إحُتفي بتكريمه من قبل اتحاد الأدباء والكتاب اليمنيين، ومنتدى البردوني الثقاني وكذلك منتدى أقلام عربية.

## مؤلفاته

غلاف كتاب "أوراق إقتصادية Economic Papers"

غلاف كتاب "عام من حصاد المعرفة..وصف وتحليل لأنشطة مؤسسة السعيد للعلوم والثقافة للعام 2009 م"

لم تمنعه المهام الإدارية والعملية ومشاركته في أكثر من محفل علمي، من الاشتغال في الكتابة والبحث العلمي، فوصل رصيده إلى ما يقارب (39) كتاباً، ما بين تأليف وتحرير ومراجعة، منها:
1. كتاب «وزارة الاقتصاد والتموين والتجارة، النشأة والتطور خلال مسيرة الثورة» (1962 م – 1989 م)، مطابع شركة الأدوية صنعاء.[3]
2. كتاب «القطاع الصناعي وآفاق الاستثمار في الجمهورية اليمنية» مطابع شركة الأدوية، صنعاء، 1995 م.[3]
3. كتاب «السياحة في الجمهورية اليمنية » إصدار مؤسسة السعيد للعلوم والثقافة، تعز، 2003 م.[21]
4. كتاب « مؤسسة السعيد للعلوم والثقافة، 10 سنوات بإتجاه العقل » إصدار مؤسسة السعيد للعلوم والثقافة، مطابع المتنوعة، تعز، 2007 م.[3][22]
5. كتاب « ندوة البحث العلمي ومشكلاته في الجمهورية اليمنية» إصدار مؤسسة السعيد للعلوم والثقافة، مطابع المتنوعة، تعز، 2008 م.[3]
6. كتاب « ندوة الشيخ محمد سالم البيحاني...مفكراً وداعية » إصدار مؤسسة السعيد للعلوم والثقافة، مطابع المتنوعة، تعز، 2008 م.[23]
7. دراسة عن الاستجابة لتحديات الثقافة والبحث العلمي، تعز، ديسمبر 2009 م.[24]
8. ورشة العمل التقيمية لمسيرة جائزة الحاج هائل سعيد انعم للعلوم والآداب، إصدار مؤسسة السعيد للعلوم والثقافة، تعز، 2010 م.[25]
9. كتاب « عام من حصاد المعرفة..وصف وتحليل لأنشطة مؤسسة السعيد للعلوم والثقافة للعام 2009 م» إصدار مؤسسة السعيد للعلوم والثقافة - تعز 2010 م.[26]
10. كتاب « أوراق اقتصادية Economic Papers » إصدار مؤسسة السعيد للعلوم والثقافة، الطبعة الأولى، تعز، أغسطس 2011 م.[27]
11. كتاب « تعز فرادة المكان وعظمة التاريخ » إصدار مؤسسة السعيد للعلوم والثقافة، الطبعة الثانية المزيدة والمنقحة، تعز، مطابع المتنوعة، مايو 2012 م.
12. كُتُب دورات « جائزة المرحوم الحاج هائل سعيد أنعم للعلوم واللآداب » إصدار مؤسسة السعيد للعلوم والثقافة، من الدورة الأولى إلى الدورة الحالية، 1997 م - 2012 م.[28][29]

كما كتب العديد من الأبحاث العلمية المُحكَّمة، منها:
1. شروط الإعاقة في الاقتصاد العالمي، كيف تنتشر، وهل يمكن إيقافها. مجلة منظمة السلم والتضامن العالمي، سبتمبر، 1977 م.[3]
2. بحث وصفي وتحليلي للمؤشرات الديمغرافية والصحية في الجمهورية اليمنية، 1999 م.[3]
3. القات والاقتصاد الكلي، بحث مشترك مع بير جانر، منشور في كتاب وثائق المؤتمر الوطني الأول بشأن القات، النسيم للطباعة والدعاية والإعلان، صنعاء، 2002.[2][3]

إضافة إلى عدد آخر من الأبحاث والدراسات المنشورة وغير المنشورة، من أبرزها:
1. القات والاقتصاد في الجمهورية اليمنية. بحث غير منشور.[2][3]
2. تهريب رؤوس الأموال في البلدان النامية.[2]
3. التكامل الاقتصادي بين شطري اليمن، مجلة كلية الاقتصاد، جامعة الكويت، 1974 م.[3]
4. المسألة التعليمية في الجمهورية العربية اليمنية، دراسة منشورة في مجلة “الكلمة” على حلقات ثمان، الحديدة 74 – 1975 م.[3]
5. التكامل الاقتصادي العربي، بحث مقدم إلى مهرجان الشباب العربي الثاني، طرابلس، ليبيا، 1975 م.[2][3]
6. الموقف المالي الدولي للجمهورية اليمنية. ورقة قدمت في إحدى ورش العمل في مدينة صنعاء، 1991 م.[2]
7. قراءة في بعض الموضوعات المتصلة بمسألة الفقر في الجمهورية اليمنية. دراسة قدمت في الندوة العلمية الثانية حول الفقر وسبل الحد منه في الجمهورية اليمنية، جامعة عدن، 1998 م.[2][3]
8. الأبعاد النسوية للتنمية في الجمهورية اليمنية، قراءة في بعض المؤشرات المتصلة بها، مركز المعلومات والتأهيل لحقوق الإنسان، تعز، 1999 م.[3]
9. تجسيد الهوة بين البحث العلمي والواقع. ورقة عمل قدمت في إحدى ندوات جامعة الحديدة، 2000 م.[2]
10. دور الرأسمال الوطني في عملية التنمية الثقافية. ورقة عمل قدمت في ندوة اتحاد الأدباء والكتاب اليمنيين في مدينة عدن، 2001 م.[2]
11. مدينة تعز.. فرادة المكان، عظمة الإنسان، وجلال التاريخ، صنعاء، سبتمبر 2005 م.[3]

فيصل سعيد فارع متزوج ولديه سبعة أبناء، بنت وستة ذكور، ولديه خمسه أحفاد، ويقيم حالياً في مدينة تعز.